# راجر تاتاریان
راجر تاتاریان (انگلیسی: Roger Tatarian؛ ۱۹۱۷ – ۱۹۹۵) خبرنگار و گزارشگر ارمنی‌تبار اهل ایالات متحده آمریکا که معاون رئیس و سرویراستار شبکه خبری جهانی یونایتدپرس اینترنشنال بود.

## زندگی‌نامه
وی در ۱۹۱۷ در به دنیا آمد و از دانشگاه ایالتی کالیفرنیا در فرزنو فارغ‌التحصیل شد.  وی در ۱۹۹۵ در سن ۷۸ سالگی درگذشت.